# Nemesi de Capadòcia
Nemesi (en llatí Nemesius, en grec antic Νεμέσιος) era un amic de Gregori de Nazianz nadiu de Capadòcia, un home cultivat que va ser advocat i més tard prefecte.
Es conserven quatre de les nombroses cartes que li va dirigir Gregori de Nazianz escrites sobre l'any 386, on es veu que tenien un tracte molt íntim. El seu amic, en un poema que li va dedicar, va tractar de convertir al cristianisme però no se sap si ho va aconseguir. Se li atribueix l'obra Περὶ Φύσεως Ἀνθρώπου però això és força dubtós, i probablement el llibre era de Nemesi d'Emesa.